# Colin Edwin
Colin Edwin (* 2. července 1970, Melbourne, Austrálie) je australský rockový hudebník. Od prosince 1993 působí v britské progresivní rockové skupině Porcupine Tree. Kromě progresivního rocku je Colin Edwin fanoušek jazzu. I jeho styl hraní na basovou kytaru je ovlivněn jazzovou technikou. Na hru využívá pražcové jakož i bezpražcové baskytary.

## Kariéra
V prosinci 1993 se Colin Edwin stal členem kapely, kterou jako vlastní projekt z názvem Porcupine Tree založil šest let předtím anglický multiinstrumentalista Steven Wilson. V této skupině hraje Edwin na basovou kytaru, kontrabas a na původně indický strunný hudební nástroj, který se nazývá guimbri (někdy i gimbri, nebo sintir). Edwin se s Wilsonem zná už od školy; vyjádřil se, že spolu se Stevenem začal poznávat hudbu a její styly.
Spolu s anglickým jazzovým a progresivním rockovým hudebníkem Geoffem Leighem od roku 1997 hrává a nahrává alba v projektu Ex-Wise Heads, který kombinuje jazz, rock, etnické, ambientní a postmoderní vlivy. Je také členem projektu Random Noise Generator hrajícího hudbu ovlivněnou metalovými styly a hraje i ve skupině Metallic Taste of Blood.
V roce 2001 Edwin hrál na kontrabas v dalším hudebním projektu, který Steven Wilson spolu se zpěvákem Timem Bownessem založil pod názvem No-Man. Nahrál s nimi album Returning Jesus.